# Acydofilna zachodniokarpacka świerczyna górnoreglowa
Acydofilna zachodniokarpacka świerczyna górnoreglowa (Plagiothecio-Piceetum (Szaf., Pawł. et Kulcz. 1923) Br.-Bl., Vlieg. et Siss. 1939 em. J. Mat. 1977) – zespół leśny regla górnego w Karpatach Zachodnich występujący na podłożu fliszowym lub granitowym. Drzewostan tworzy świerk pospolity (Picea abies).
Gatunki wyróżniające zespołu (DAss.) to: płaszczeniec falisty (Plagiothecium undulatum), Barbilophozia floerkei i kosmatka żółtawa (Luzula luzulina).
Gatunki charakterystyczne i wyróżniające związku Piceion abietis (ChAll. i DAll.) to: żłobik koralowy (Corallorhiza trifida), przytulia okrągłolistna (Galium rotundifolium), Hieracium transsylvanicum, podbiałek alpejski (Homogyne alpina), leśniak cienisty (Hylocomiastrum umbratum), listera sercowata (Listera cordata), merzyk ciernisty (Mnium spinosum), gruszycznik jednokwiatowy (Moneses uniflora), świerk pospolity (Picea abies), fałdownik rzemienny (Rhytidiadelphus loreus), torfowiec Girgensohna (Sphagnum girgensohnii), gwiazdnica długolistna (Stellaria longifolia), podrzeń żebrowiec (Blechnum spicant), nerecznica szerokolistna (Dryopteris dilatata), wroniec widlasty (Huperzia selago) i kosmatka olbrzymia (Luzula sylvatica).

## Występowanie
Zespół występuje w reglu górnym w Tatrach, Gorcach, Beskidzie Żywieckim, Beskidzie Śląskim, Beskidzie Sądeckim, Beskidzie Małym i na Pogórzu Gubałowskim.

## Ochrona
Ogromna większość areału zespołu w Polsce chroniona jest w parkach narodowych (Tatrzański Park Narodowy, Gorczański Park Narodowy, Babiogórski Park Narodowy) i rezerwatach przyrody (np. Rezerwat na Policy im. prof. Zenona Klemensiewicza, rezerwat przyrody Madohora). Dodatkowo, zespół jest objęty ochroną jako siedlisko przyrodnicze na mocy załącznika I dyrektywy siedliskowej (kod 9410-1) w obszarach Natura 2000.